# 刘金 (1967年)
刘金（1967年—），男，汉族，1993年取得山东大学文学硕士学位，高级经济师。

## 生平
曾任中国工商银行山东分行副行长，工银欧洲总经理兼法兰克福分行总经理，中国工商银行总行投资银行部总经理、江苏分行行长等职。 
2018年9月任国家开发银行副行长。2019年12月任中国光大集团股份有限公司执行董事。2020年3月任中国光大银行执行董事。2020年1月任中国光大银行行长。2021年4月任中国银行行长。2024年8月25日，辞任中国银行副董事长、行长职务。